# سروستان
سروستان یکی از شهرهای استان فارس در جنوب ایران و مرکز شهرستان سروستان است. بخش مرکزی این شهرستان در ۷۷ کیلومتری جنوب شرق شیراز واقع است و به لحاظ موقعیت جغرافیایی در مرکز استان فارس واقع شده است. از محصولات مشهور آن می‌توان به لبنیات (به خصوص دوغ)، پسته و زیتون اشاره کرد. این شهر یکی از شهرهای این استان است که در آن نفت نیز وجود دارد و پالایشگاه در آن دایر است.

## جمعیت
بر پایه سرشماری عمومی نفوس و مسکن در سال ۱۳۹۵ جمعیت این شهر ۲۰۱۸۲ تن (در ۵٬۹۹۲ خانوار) بوده است.

### معضل مهاجرت
مهاجرت از سروستان بزرگ‌ترین معضل این شهر می‌باشد که خود معلول نبود امکانات و شغل است، بی‌توجهی به شهر سروستان باعث آمار بالای مهاجرت مردم این شهر به پایتخت و شیراز و شهرهای دیگر شده و به دنبال این موضوع کم شدن جمعیت شهر و حتی شهرستان سروستان هم یکی از دلایلی است که دولت و بخش خصوصی به سرمایه‌گذاری در آن توجهی نمی‌کند.

## راه‌ها
سروستان از شمال به منطقه ارسنجان، از شمال غرب به شیراز، از غرب به منطقه اکبرآباد کوار و کوار، از جنوب غرب به خفر، از جنوب به خاوران و تادوان، از جنوب شرق به فسا، از شرق به استهبان و نی‌ریز و از شمال شرق به شهرستان خرامه و دریاچه بختگان منتهی می‌شود.
با توجه به منشعب شدن جاده‌ها در سروستان به سایر نقاط فارس ترافیک عبوری این شهرستان قابل توجه است. این شهرستان در مسیر اصلی شمال به جنوب کشور قرار دارد و جاده شیراز - بندرعباس از آن عبور می‌کند. مسیر ۷۰ کیلومتری شیراز-سروستان به صورت بزرگراه شامل دو خط از هر مبدأ می‌باشد. جاده آسفالت غنبی به طول ۵۶ کیلومتر از سمت شمال این شهرستان را به بخش خرامه متصل می‌نماید.
همچنین جاده سروستان-خاوران در سمت جنوب محور ارتباطی شهرستان‌های سروستان، استهبان و نی‌ریز به جهرم می‌باشند.

## جاذبه‌های مذهبی شهرستان
از جاذبه‌های مذهبی سروستان می‌توان از امامزاده شاه صفی الدین کوهنجان، امامزاده اسحاق، بقعه بی بی شریفه مهارلو، امامزاده خدیجه بانو مهارلو و قدمگاه کوه چنار مهارلو نام برد

### بقاع متبرکه
- امامزاده سید علی ابن اسحاق واقع در روستای کت گنبد
- امامزاده ابراهیم واقع در روستای نظرآباد
- امامزاده ابراهیم واقع در روستای هزاردره
- امامزاده شاصفی الدین واقع در شهر کوهنجان
- امامزاده پیرچراغ واقع در روستای کمال‌آباد
- امامزاده پیرغیب واقع در دهستان شوریجه
- امامزاده اعلاالدوله واقع در روستای اعلاالدوله

## جاذبه‌های تاریخی شهرستان
(کاخ ساسان بنانی)، مقبره شیخ یوسف بن یعقوب سروستانی، مسجد جامع تزنگ، قلعه انگشت گبری، قلعه مخروبه برزو، عمارت پیر رباط (خانقاءقطب الدین اولیاء (دایی سعدی))، خرف خانه، شهر براته تپه تاریخی مجاور کوهنجان، شهر تاریخی پیر بیابان، حمام کوهنجان، کاروانسراهای متعدد نظیر شاه عباسی مهارلو و خیرآباد و…، قلعه‌های گوناگون روستاهای کته گنبد، کمال‌آباد، دولت‌آباد، نظرآباد، سعادت آبادو… که برخی از این آثار امروزه جزء آثار ملی ثبت شده است و برخی هنوز ثبت نگشته است. در اینجا به ترتیب الفبا به ذکر مختصری از این آثار پرداخته می‌شود.
کاخ ساسان به علت پروازهای جت‌های آموزشی بر فراز آن در وضعیت بحرانی تخریب قرار دارد.

کاخ ساسانی سروستان

### آثار تاریخی ثبت شده

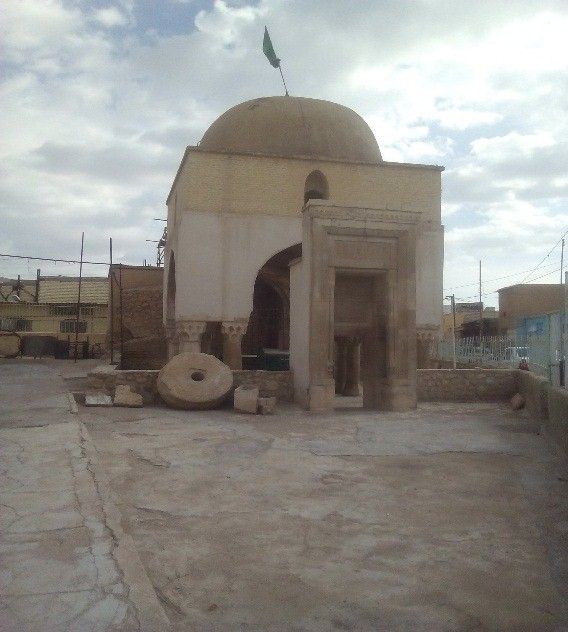
مقبره شیخ یوسف سروستانی

1. امامزاده بی‌بی شریفه خاتون: این امامزاده در شهرستان سروستان در جنوب شرقی روستای مهارلو در میان باغات بادام واقع شده است؛ که مربوط به قرون متأخر اسلامی می‌باشد.
2. قلعه انگشت گبری: در شمال شهرستان سروستان –انتهای جاده کمربندی سروستان به سمت فسا- واقع است؛ و مربوط به دوره ساسانی و قرون اولیه اسلامی می‌باشد. این اثر دارای آثار معماری جزئی و در داخل قلعه حصار و برج‌های اطراف است که جهت تشخیص بافت معماری آن نیاز به حفریات باستان‌شناسی می‌باشد. وجه تسمیه این قلعه روشن نیست ولی قدر مسلم مربوط به زردشتیان قبل از اسلام و امور دینی آنان بوده است و در داخل آن چاهی در دل کوه حفر شده است و بنا به اقوال عموم پر از استخوان مرده است متأسفانه کاربرد این قلعه روشن نشده است.
3. تپه شرقی: این تپه‌های باستانی که مربوط به ازمنه پیش از تاریخ می‌باشد در شهرستان سروستان در میان باغات دهستان مهارلو واقع گشته که در ۵۰۰ متری جنوب جاده شیراز می‌باشد. تپه‌های باستانی و تل‌ها، همان سکونتگاه‌های گذشته بوده‌اند که رو به ویرانی نهاده و به تلی از خاک تبدیل شده و آثار و بقایای زندگی مردمان گذشته را در دل خود مدفون ساخته‌اند.
4. تپه‌های امامزاده ابراهیم نظرآباد: در شهرستان سروستان-روستای نظرآباد – کیلومتر ۱۱ جنوب نظرآباد واقع است و مربوط به دوره ساسانی و اوایل دوره اسلامی می‌باشد.
5. تپه‌های شهر برات: واقع در ۲۵ کیلومتری شهرستان شیراز که در شمال کوه قلعه گریخته قرار گرفته است؛ و مربوط به دوره اسلامی می‌باشد.
6. تل برزو: در شهرستان سروستان قرار دارد و مربوط به دوره اسلامی می‌باشد.
7. تل پوک: در شهرستان سروستان و از مناطق بخش کوهنجان است و دوره آن مشخص نمی‌باشد.
8. تل سرخو: در شهرستان سروستان دهستان کنو –یک کیلومتری جاده سروستان به شیراز واقع گشته که به دوره اسلامی مربوط می‌باشد.
9. تل شاهرخی مهارلو: در شهرستان سروستان ۲ کیلومتری روستای مهارلو واقع است که مربوط به دوران پیش از تاریخ می‌باشد.
10. تل قلعه‌ای مربوط به دوران‌های تاریخی پس از اسلام است و در شهرستان سروستان، روستای کت گنبد واقع شده است.
11. تل محمد حسنی در شهرستان سروستان در ۵/۱ کیلومتری غرب روستای کنو واقع گشته و مربوط به دوره اسلامی است. این اثر در ۸/۵/۱۳۸۱ جزء آثار ملی به ثبت رسید. [شماره ثبت: ۶۰۲۶]
12. چهار طاقی پیر رباط در شهرستان سروستان واقع شده و مربوط به دوره اسلامی می‌باشد. این اثر در ۲۵/۱۲/۱۳۷۹ جزء آثار ملی به ثبت رسید. [شماره ثبت: ۳۳۹۷]در باغستان شمال سروستان که آبی خوش و گوارا دارا می‌باشد آثار عمارتی رفیع سنگی که متأسفانه امروزه بخش اعظم آن فرو ریخته است را می‌توان رؤیت کرد. این بنا دارای دیوارهایی بس رفیع بوده که قسمتی از آن تا زاویه سقف پا برجاست و معلوم است که آینه کاری و دارای سقفی بسیار زیبا و منقش بوده است. گفته شده قطب الدین اولیاء، دایی شیخ سعدی، از مشایخ صوفیه قرن ۸هـ. ق در ان مکان سکنی گزیده و درهمین مکان به تدریس عرفان مشغول بوده است.
13. خرفخانه‌های تنگ غنیبی درشهرستان سروستان کیلومتر ۱۰ جاده سروستان به خرامه در سمت چپ جاده در ارتفاعات واقع است. این اثر مربوط به دوره اشکانی-ساسانی می‌باشد. در ۲۸/۶/۱۳۸۶ جزء آثار ملی به ثبت رسید. [شماره ثبت: ۱۹۷۳۵]
14. قبرستان مهارلو در شهرستان سروستان، در جنوب شرقی دهستان مهارلو در میان باغات واقع است؛ که مربوط به قرون متأخر اسلامی می‌باشد. این اثر در ۲۸/۶/۱۳۸۶ جزء آثار ملی به ثبت رسید. [شماره ثبت: ۱۹۷۲۳]
15. کاروانسرای خیرآباد شهرستان سروستان کیلومتر ۲۰ جاده سروستان به شیراز، روستای خیرآباد واقع گردیده است و مربوط به دوره صفویه می‌باشد. این اثر در ۲۵/۸/۱۳۸۴ جزء آثار ملی به ثبت رسید. [شماره ثبت: ۱۳۷۴۳][۴]

### دیگر آثار تاریخی
1. تپه دم قنات دهنو این اثر در شهرستان سروستان واقع می‌باشد. آنچه از قراین بر می‌آید این تل مربوط به دوره تاریخی است.
2. تپه تاریخی نظرآباد این اثر در شهرستان سروستان قرار دارد. آنچه از قراین بر می‌آید این تل مربوط به دوره تاریخی است و به خاطر مجاورت با روستای نظر آباد به این نام خوانده شده است.
3. تل پیر سلمان این اثر در شهرستان سروستان واقع شده است. از نظر قدمت این تل مربوط به دوره اسلامی است.
4. تل جلو چرخی این اثر در شهرستان سروستان واقع شده است. قدمت این تل مربوط به دوره اسلامی بر می‌گردد.
5. تل چاه دراز این اثر در شهرستان سروستان واقع است آنچه از قراین بر می‌آید این تل مربوط به دوره تاریخی می‌باشد.
6. تل چاه شتری این اثر در شهرستان سروستان قرار دارد. قدمت این تل مربوط به دوره اسلامی می‌رسد.
7. تل چرخی این اثر در شهرستان سروستان قرار دارد. آنچه از قراین بر می‌آید این تل مربوط به دوره تاریخی است.
8. تل خزوکی این اثر در شهرستان سروستان قرار دارد. آنچه از قراین بر می‌آید این تل مربوط به دوره اسلامی است.
9. تل دامادی این اثر در شهرستان سروستان قرار دارد. آنچه از قراین بر می‌آید این تل مربوط به دوره اسلامی است.
10. نل سرو نخودی این اثر در شهرستان سروستان، روستای دهنو واقع شده است. قدمت این تل مربوط به دوره تاریخی می‌رسد.
11. تل سنگ سیاه این اثر در شهرستان سروستان واقع است. آنچه از قراین بر می‌آید این تل مربوط به دوره نوسنگی است.
12. تل عروسی این اثر در شهرستان سروستان قرار دارد. آنچه از قراین بر می‌آید این تل مربوط به دوره اسلامی است.
13. تل علیجانی این اثر در شهرستان سروستان قرار دارد. قدمت این اثر مربوط به دوره اسلامی است.
14. تل قلعه قنچین این اثر در شهرستان سروستان واقع است. آنچه از قراین بر می‌آید این تل مربوط به دوره تاریخی است.
15. تل گود رحیم این اثر در سروستان قرار دارد. آنچه از قراین بر می‌آید این تل مربوط به دوره پیش از تاریخ است.
16. تل مهارلو این اثر در شهرستان سروستان در روستای مهارلو قرار دارد. آنچه از قراین بر می‌آید این تل مربوط به دوران تاریخی پیش از اسلام است.
17. تل مهر این اثر در شهرستان سروستان قرار دارد. آنچه از قراین بر می‌آید این تل مربوط به دوره ساسانی است.
18. کاروانسرای شاه عباسی این اثر شهرستان سروستان قرار دارد و مربوط به دوره صفویه می‌باشد.
19. قلعه هاونی این اثر در شهرستان سروستان قرار دارد. آنچه از قراین بر می‌آید این قلعه مربوط به دوره تاریخی است.
20. تپه‌های خسروآباد این مجموعه در شهرستان سروستان قرار دارد. آنچه از قراین بر می‌آید این تپه‌ها مربوط به دوره تاریخی می‌باشند.
21. تپه‌های کوهنجان این محوطه در شهرستان سروستان قرار دارد. آنچه از قراین بر می‌آید این محوطه مربوط به دوره تاریخی است.
22. تپه‌های مرشدی این محوطه در شهرستان سروستان قرار دارد. آنچه از قراین بر می‌آید این محوطه مربوط به دوره تاریخی است.[۴]
23. قلعه نطامی شوریجه این قلعه قلعه اصلی تمام روستاهای اطراف سروستان بوده ول بیش از ۲۰۰ سال قدمت دارد.

## جاذبه‌های طبیعی سروستان
منطقه مهارلو که یکی از ۷ منطقه برتر گردشگری کشور است در این شهرستان قرار دارد.
دریاچه مهارلو مهم‌ترین جاذبه طبیعی این شهرستان است. از دیگر مناطق طبیعی سروستان می‌توان به چشمه سرو نخودی نظر آباد، چشمه قمپ تزنگ واقع در روستای مؤمن آباد، چشمه غنیمی واقع در تنگ غنیمی کیلومتر ۱۵ جاده سروستان - خرامه، چشمه له یاسی (سهراب) واقع در روستای کت گنبد، باغ رباط سروستان، قدح فر در روستای نظرآباد، آب چشمه چنار، آب زنگی، آب محمد خالو، باغ حیدر، کوه زیره، آب گرم و چشمه معدنی و آب بیدک همگی واقع در دهستان مهارلو، آب مهارلو کهنه، آب شیخک در بکت، آب طلیکو مهارلو، آب باغک کت گنبد، آب امامزاده کوهنجان، تل زرد بکت، چشمه آبخونی مهارلو، کمرزرد نظرآباد، بوته نور دولت‌آباد، چشمه انجیرک، چشمه نباتی کوهنجان، چشمه آبریز جبل کوهنجان و کوه چنار مهارلو، چشمه موترک سیف آباد، چشمه چناراسیف آباد، باغ اعتبارسیف آباد، حمام قدیمی سیف آباد، قدمگاه دوازده امام سیف آباد، درخت پیرکنارسیف آباد، گود کیالک سیف آباد اشاره نمود.

## مناطق گردشگری شهرستان سروستان

### شهر هدف گردشگری کوهنجان
شهر کوهنجان در ۵۵ کیلومتری جنوب شرقی شهر شیراز واقع شده است؛ که از شمال به بخش خرامه و از جنوب به بخش خفر شهرستان جهرم و کوار، از غرب به شهرستان شیراز، از شرق به سروستان منتهی می‌گردد؛ و جاده فرعی تنگ حشی، این بخش را به بخش کوار شهرستان شیراز و جاده شیراز- جهرم متصل می‌نماید. جمعیت این شهر خوش آب و هوا حدود ۶۰۰۰ نفر است. به دلیل وجود جاده‌های باستانی استخر- شیراز- سروستان- دارابگرد و جاده سروستان – کوار-فیروز آباد موجب اتصال و ارتباط کوهنجان با مناطق همجوار گردید و به عنوان معبر و مسیر عبور ایلات و عشایر کوچرو شناخته شده است. از نظر قدمت تاریخی بایستی گفته شود که کشف سفالها در محوطه تاریخی کوهنجان و مهارلو و سیف آباد در سال ۱۹۷۱ توسط باستان شناسان خارجی وجود شهری آباد متعلق به دوره هخامنشیان را نشان می‌دهد. بیشتر آثار، بناها و شواهد موجود نشان می‌دهد که کوهنجان در عصر ساسانی یکی از مناطق قدیمی فارس به‌شمار می‌رفته و با توجه به موقعیت خاص آن که در مسیر ارتباطات شمال، جنوب، شرق، غرب فارس و راه منتهی به تخت جمشید قرار داشته نقش فعالی در تجارت داخلی و خارجی داشته است که وجود جاده‌های قدیمی، قنات ها، قلعه‌ها تپه‌ها و آثار مربوط به آن دوره تجلی این نقش می‌باشد. از سوی دیگر وجود ویرانه‌های شهر براته و گورستان باستانی در جوار آن و گورستان مهارلو و گورستان باستانی کوهنجان و همچنین وجود چشمه‌های موجود در مهارلو و کوهنجان چگونگی تکوین تمدن و زندگی را در این بخش منعکس می‌نماید.

### روستای هدف گردشگری مهارلو
مهارلو یکی از روستاهای شهرستان سروستان محسوب می‌شود که زیر نظر بخش کوهنجان اداره می‌شود. این روستا در ۴۵ کیلومتری شهرستان سروستان واقع گشته است و حدود ۵هزار نفر جمعیت دارد. این روستا دارای جاذبه‌های گردشگری و تاریخی چشمگیری است که از آن جمله می‌توان به چشمه آب درمانی مهارلو که برای بیماری‌های پوستی مفید می‌باشد و از اقصی نقاط کشور بازدیدکننده دارد. آب چشمه چنار مهارلو نیز جزء مناطقی است که کلیه کوهنوردان و مسافران را به سوی خود جذب می‌کند و مردم معتقدند که قدمگاه حضرت علی می‌باشد. چشمه آبخونی که در ضلع غربی مهارلو واقع است. آب زنگی، آب محمد خالو، باغ حیدر، کوه زیره، آب بیدک و… که از جاذبه‌های طبیعی روستای مهارلو محسوب می‌شوند و هر ساله تعداد بیشماری از دوستداران طبیعت را به سوی خود جذب می‌کنند.

### منطقه نمونه گردشگری رباط
باغات رباط از قدیم‌الایام بخشی از سروستان و معروف به مزرعه رباط بوده است. همان‌طور که می‌دانیم واژه «رباط» به معنی کاروانسرا می‌باشد. آنچه که اذهان عمومی نیز بر آن ادعا دارند این است که در این منطقه کاروانسرا وجود داشته است؛ که در ضلع شمالی باغات رباط واقع بوده است. کشاورزان باغات معتقدند که ویرانه‌های موجود بخشی از آثار مسجد و حمام و مقبره می‌باشد که بقایایی از دوران ایلخانی می‌باشند. بین محدوده باغات و کوهپایه‌های شمالی اراضی شیب حداکثر ۵٪ وجود دارد که مناسب‌ترین محل برای اماکن گردشگری می‌باشند.
هیچ محل گردش گری موجود نمی‌باشد.

## صنایع دستی
هنرهای مردم منطقه از دیر باز قالی بافی، نمد مالی، کلاه بافی، ملکی دوزی، کوزه‌گری، دولچه‌سازی بوده که بعضی از آن‌ها به دست فراموشی سپرده شده است.

## ساختار جمعیتی
جمعیت سروستان از لحاظ ساختاری ترکیبی از دو گروه فارس که بومیان منطقه‌ای می‌باشند و همچنین گروه عشایری که بیشتر از مناطق اطراف در دوران مختلف به منطقه وارد شده و ساکن گشتند می‌باشد. عشایر منطقه بیشتر از ایل عرب خمسه تیره حسانی -باصری و لر و ترک و می‌باشند. از نظر شغلی درصد زیادی از مردم به کارهای خدماتی و کشاورزی مشغولند. گویش محلی با لهجه سروستانی نیز در منطقه رواج دارد
از محله‌ها و شهرک‌های این شهر پر قدمت به محلات شیخ یوسف حاج نظری ابراهیم خانی (به لهجه محلی ابرام خانی) حسن‌آباد کوچه پایین حسن‌آباد کوچه بالا هفتو (ولیعصر) تزنگ سرو و آهنگران و آن محله (به لهجه محلی او محله) نام برد

## دانشگاه‌ها
- دانشگاه آزاد اسلامی واحد سروستان
- دانشگاه پیام نور سروستان

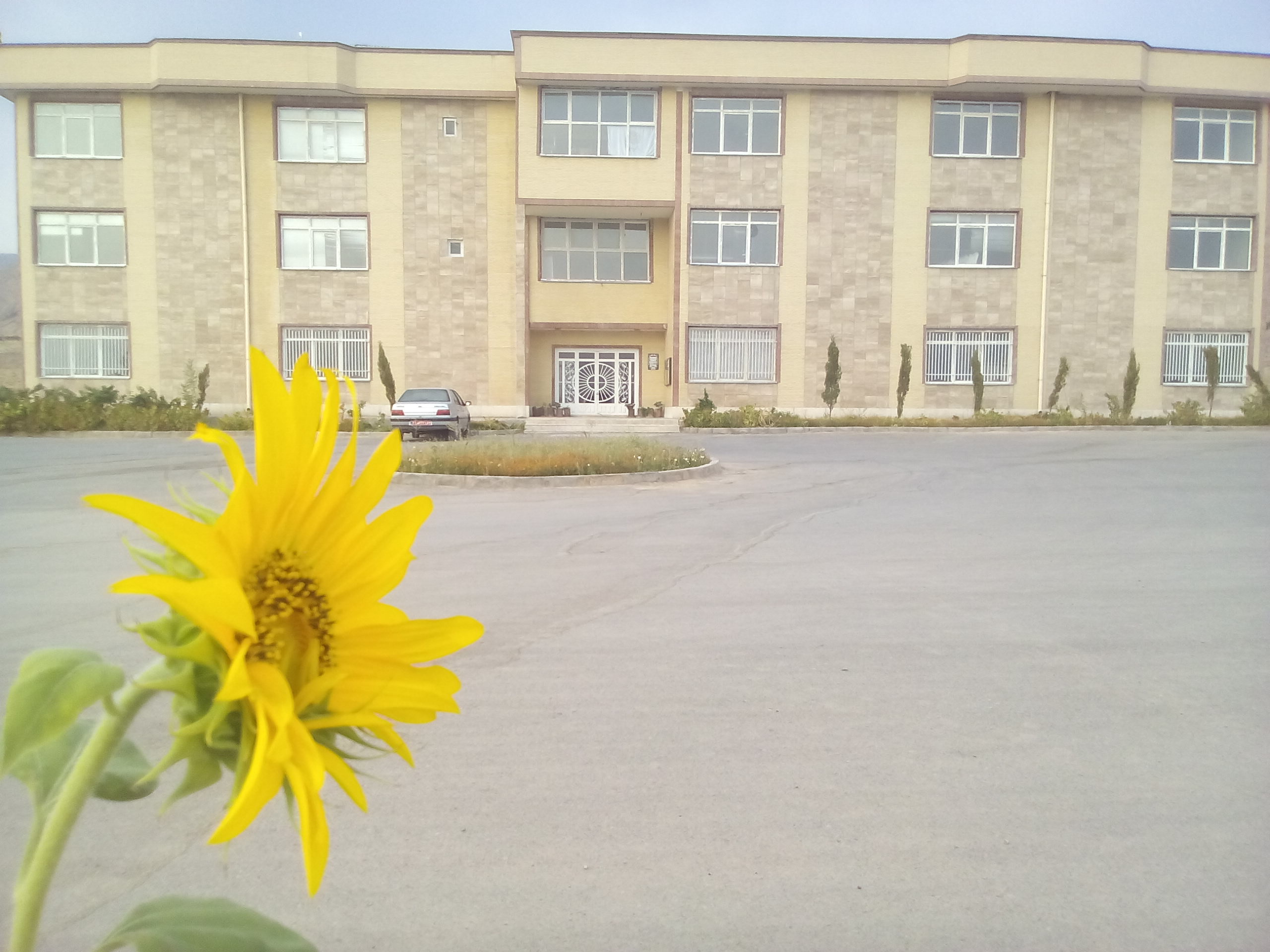
دانشگاه پیام نور سروستان

(هر دو از اراضی موقوفات مرحوم سید منصور بدیهی)

## مراکز درمانی
- بیمارستان شهدا با ظرفیت ۳۲ تخت فعال که در سال ۱۳۷۲ تأسیس گردید و دارای بخش‌های اطفال، داخلی، جراحی زنان و زایمان، جراحی چشم، جراحی گوش و حلق و بینی، پست پارتوم، جراحی عمومی، بخش نوزادان، CCU، زنان و اورژانس بستری است[۷]
- مرکز خدمات جامع سلامت شهری سروستان

## سطح سواد
با توجه به سرشماری نفوس و مسکن در سال ۱۳۸۵، ۷۶ درصد مردم شهرستان سروستان دارای سواد عمومی بوده و ۱۰٫۵ درصد دارای تحصیلات دانشگاهی می‌باشند.

## هنر و ادب فارسی
از بزرگان هنر و موسیقی ایران می‌توان به سید نورالدین رضوی سروستانی و گلوریا روحانی و بازیگران معروفی مانند مهدی سلطانی سروستانی اشاره‌کرد.
همچنین سروستان از دیرباز زادگاه ادیبان و بزرگان بسیاری همچون سید نظام الدین جلالی سروستانی و محمد صالح سلطانی سروستانی که از شاعران سرآمد ایران نیز بودند، و همچنین سیدمنصور بدیهی ملقب به آقای امام که مؤسس اولین مدرسه به سبک مدارس رشدیه در سال ۱۳۲۵ در سروستان بوده‌اند اشاره نمود. از نویسندگان به نام این شهرستان می‌توان به کورش کمالی سروستانی و صادق همایونی و همچنین اکرم مؤمنی نام برد که کتاب‌هایی را نیز در زمینه فرهنگ این شهرستان نگاشته‌اند.

## پوشش گیاهی
شهرستان بیشتر دارای پوشش گیاهی علفی و دو نوع درختی و درختچه‌ای شامل بنه، زبان گنجشک، بادام کوهی، ارس، زرشک، بلوط و … می‌باشد، همچنین دارای باغهای زیتون و پسته بوده به عنوان مثال می‌توان به نزدیک به ۲۰۰۰هکتار باغ پسته در شهرستان اشاره نمود. از مهم‌ترین باغ‌ها و شرکت‌های تولید پسته ایران که به اروپا و سایر کشورهای جهان صادر می‌شود می‌توان به پسته حاج شیرزا و امین فریدونی ونعمت اللهی و شیخ الاسلام و علیرضا اسپرجانی و حاج ملکحسین اسپرجانی و نورالله اسپرجانی و پسته سروستان و کره پسته آرنا اشاره کرد با توجه به رونق کشاورزی در این منطقه، سروستان یکی از تولیدکنندگان عمده گندم در استان فارس به‌شمار می‌رود.